# 滕考公
滕考公（?—?），姬姓，名麇，為春秋諸侯國滕国君主之一，是滕國第25任君主。滕隐公后有滕考公。考公是滕隐公之子，赵岐《孟子章句》谓滕考公後有滕定公。
| 前任： 滕隐公 | 滕国君主 前483年─？ | 繼任： 中隔三世至滕定公 |